# 마리 폰 헤센다름슈타트 대공녀
마리야 알렉산드로브나(러시아어: Мари́я Алекса́ндровна, 1824년 8월 8일 ~ 1880년 6월 3일)는 러시아의 황제 알렉산드르 2세의 황후이다.

## 생애
1824년 다름슈타트에서 헤센 대공비 바덴의 빌헬미네의 막내딸로 태어났다. 그녀의 생부는 빌헬미네의 애인인 그란시 남작으로, 헤센 대공 루트비히 2세는 그녀의 친아버지가 아니었다. 그러나 스캔들을 두려워한 루트비히는 아내의 애인이 낳은 아이들을 자신의 자식으로 인지했으며, 마리아와 오빠 알렉산더는 루트비히와는 떨어져서 자랐다.
1838년 신붓감을 찾기 위해 독일을 방문 중이던 러시아의 황태자 알렉산드르는 마리아와 만나 그녀에게 청혼을 했다. 마리아가 헤센 대공의 친딸이 아님을 안 러시아의 황후 알렉산드라 표도로브나는 결혼을 반대했으나 결국 1841년 4월 16일 두 사람은 결혼했다.
마리아는 내성적이고 낯을 가리는 성격인 데다 병약한 체질이었는데, 잦은 임신과 출산을 반복하면서 건강이 더욱 악화되었다. 건강상의 이유로 마리아는 궁정을 제대로 돌볼 수가 없었고, 알렉산드르는 아내 외에 애인을 두기 시작했다. 특히 에카테리나 돌고루코프와의 사이에서 태어난 세 명의 서자는 궁전에서 살게까지 했다. 1865년 큰아들 니콜라이의 갑작스러운 죽음은 마리아에게 큰 충격을 가져다 주었다. 마리아는 친정 조카 루트비히 4세 폰 헤센 대공과 결혼한 영국 왕실의 공주 알리체와 알게 되었는데, 그녀의 오빠 에딘버러 공 알프레트를 자신의 막내딸과 결혼시키기도 하였다. 또 알리체가 죽은 후에도 그 아이들을 만나러 헤센 대공가를 찾았고 이 때의 인연으로 마리아의 아들 세르게이는 알리체의 딸 엘리자베트와 결혼하였다. 두 사람의 결혼식을 통해 니콜라이 2세와 헤센의 알릭스의 결혼이 이루어지기도 했다.

## 자녀
| -    | 사진 | 이름                                                  | 출생             | 사망             | 기타 |
| ---- | ---- | ----------------------------------------------------- | ---------------- | ---------------- | --- |
| 장녀 |      | 알렉산드라 알렉산드로브나 Александра Александровна    | 1842년 8월 30일  | 1849년 7월 10일  | - 수막염으로 사망 |
| 장남 |      | 니콜라이 알렉산드로비치 황태자 Николай Александрович  | 1843년 9월 20일  | 1865년 4월 24일  | - 러시아의 황태자 (1855년-1865년) - 덴마크의 다우마와 약혼 - 결핵 수막염으로 사망                                         |
| 차남 |      | 알렉산드르 3세 Александр III                          | 1845년 3월 10일  | 1894년 11월 1일  | - 덴마크의 다우마와 결혼 - 슬하 4남 2녀                                                                                   |
| 3남  |      | 블라디미르 알렉산드로비치 대공 Владимир Александрович | 1847년 4월 22일  | 1909년 2월 17일  | - 메클렌부르크슈베린의 마리 대공비와 결혼 - 슬하 4남 1녀                                                                  |
| 4남  |      | 알렉세이 알렉산드로비치 대공 Алексей Александрович    | 1850년 1월 14일  | 1908년 11월 14일 | - 알렉산드라 즈코브스카야와 결혼 - 슬하 1남                                                                               |
| 차녀 |      | 마리야 알렉산드로브나 여대공 Мария Александровна      | 1853년 10월 17일 | 1920년 10월 24일 | - 작센코부르크고타 공작 알프레드와 결혼 - 슬하 1남 4녀                                                                    |
| 5남  |      | 세르게이 알렉산드로비치 대공 Сергей Александрович     | 1857년 5월 11일  | 1905년 2월 17일  | - 헤센의 엘리자베트와 결혼 - 자녀 없음 - 1905년 폭탄테러로 암살                                                           |
| 6남  |      | 파벨 알렉산드로비치 대공 Павел Александрович          | 1860년 10월 3일  | 1919년 1월 30일  | - 그리스와 덴마크의 공주 마리아와 결혼 후 사별, 1남 1녀 - 올가 발레리아노브나와 결혼, 1남 2녀 - 1919년 혁명군에 의해 총살 |